# Nippononeta kaiensis
Nippononeta kaiensis är en spindelart som beskrevs av Ono och Saito 200. Nippononeta kaiensis ingår i släktet Nippononeta och familjen täckvävarspindlar. Inga underarter finns listade i Catalogue of Life.